# 二氯苯氧氯酚
二氯苯氧氯酚（triclosan）又名三氯生、三氯新、三氯沙，化学名 “2,4,4'-三氯-2'-羟基-二苯醚”，是一种防腐剂和广谱抗菌剂，广泛应用于洗手皂、沐浴露、牙膏、润肤液、除臭剂、洗发剂和许多其他日用化学品之中。
二氯苯氧氯酚常态为白色或灰白色晶状粉末，稍有酚臭味；不溶於水，易溶於碱液和有机溶剂。二氯苯氧氯酚作为一种广谱抗菌剂，特別針對葡萄球菌属鏈球菌與革蘭氏染色菌有較強的殺菌力，但對於真菌類相對較弱。
美国食品药品监督管理局（FDA）及加拿大政府分别于2010年4月和2011年10月起加緊对二氯苯氧氯酚的毒性研究，期望進一步瞭解其對人體与环境的影響。2016年9月,FDA宣布，近三年的研究表明添加了二氯苯氧氯酚的肥皂、洗手液及沐浴露缺乏足够的有效抗菌证据，自2017年9月起，FDA禁止在美国销售含有二氯苯氧氯酚等18种成分并宣传其为有效抗菌成分的非医用肥皂、洗手液及沐浴露。

## 功效及用途
二氯苯氧氯酚是外用高效抗菌消毒剂，它可以杀灭金黄色葡萄球菌、大肠杆菌等细菌及白色念珠菌等真菌，二氯苯氧氯酚对病毒（如B型肝炎病毒等）也有抑止作用。
二氯苯氧氯酚的杀菌机理是：先吸附于细菌细胞壁上，进而穿透细胞壁，与细胞质中的脂质、蛋白质反应，导致蛋白质变性，进而杀死细菌。
由于二氯苯氧氯酚广谱高效，所以被作为日用化学品添加剂广泛使用。一些有杀菌功效的香皂、牙膏、漱口水、濕紙巾、洗手液、沐浴露、洗发水、洗面乳、化妆水、剃须膏、除腋臭喷雾、伤口消毒喷雾、洗衣液、医疗器械消毒剂、空气清新剂等产品的成分都含可能有少量二氯苯氧氯酚。在这些日用化学品中，二氯苯氧氯酚的含量不得超过0.3%。但为了杀灭白色念珠菌，治疗牙龈炎或口腔溃疡，在一些药用漱口水中，三氯苯氧氯酚的含量可能较高。三氯苯氧氯酚还可以被用作塑料添加剂来制造抗菌垃圾袋等产品。
目前已有50余个国家批准在日用化学品中使用二氯苯氧氯酚，其直接产品有近千种，而且产品种类还在不断增加。在美国，二氯苯氧氯酚的添加受美国食品及药物管理局管理，而在欧盟也有相对应的监管措施。

## 安全性

### 毒性
二氯苯氧氯酚的小鼠口服半数致死量LD50大於5000mg／kg ，属于低毒物质。

### 细菌耐药性
1998年8月6日，美国塔夫茨大学的Dr. Stuart Levy在自然杂志上撰文，指出过度使用二氯苯氧氯酚类抗菌剂可能会导致具有耐药性的细菌增加。据此，2003年有媒体称英国一些超市和零售商考虑撤掉柜台上含二氯苯氧氯酚的商品。
但是，根据英国Dr. Peter Gilbert的工作，Dr. Levy的试验方法并没有能够引起细菌对二氯苯氧氯酚的抗药性。至少有七篇同行评议和论文证明了这一点，其中包括刊登在2004年8月的Antimicrobial Agents and Chemotherapy上由Dr. Levy自己参与写作的一篇论文。

### 间接生成致癌物质问题
2004年4月15日，英国伦敦The Evening Standard报道，根据美国弗吉尼亚理工大学Dr. Peter Vikesland的研究，二氯苯氧氯酚会和自来水处理过程中残留在水中的氯气反应，生成氯仿。由于氯仿被美国国家环境保护局标为可能致癌物质，所以该晚报警告读者小心使用含有二氯苯氧氯酚成分的牙膏等日用化学品。4月19日，The Roanoke Times刊登了Dr. Vikesland否认自己发出此警告的新闻。
2005年4月，中国疾病预防控制中心专家向数家北京媒体表示，低剂量的氯仿对人体影响不足以导致癌症。
此外，二氯苯氧氯酚不會影響一些採用臭氧消毒自来水的國家或地区。
尽管二氯苯氧氯酚是否会间接致癌尚无明确结论，含有二氯苯氧氯酚的牙膏制品在英国的市场销售还是受到了一定影响，高露洁、佳洁士都在此影响范围之内。中国的市场调查表明，有九成消费者不打算购买高露洁牙膏。
2010年4月，美國食物及藥品管理局發表文件，表明没有證據顯示，含二氯苯氧氯酚的清潔劑較不含這種化學成份的產品有明顯好處。同年6月發表針對二氯苯氧氯酚的報告卻指出，實驗測試證實低劑量的二氯苯氧氯酚，可引發細菌出現基因突變，提高其产生抗藥性基因的概率，並可將抗藥性傳至其他細菌，受影響的包括大腸桿菌、沙門氏菌、李斯特菌，甚至是超級细菌MRSA。

## 生产商及商品名
在美国，二氯苯氧氯酚主要由瑞士汽巴精化（Ciba Specialty Chemicals）的美国工厂生产，该公司使用Irgasan DP300（玉洁新 DP300）作为商品名。在中国，二氯苯氧氯酚的主要生产厂商为天津市百灵消毒剂有限责任公司等，一般直接使用三氯生作为商品名。
在其他国家和地区，二氯苯氧氯酚通常用以下一些商品名：
| - CH-3565 - CH 3635 - Irgasan Ch 3635 - Irgasan DP 300 - Lexol 300 - Ster-Zac | - TCS - 三氯羥二酚醚 - 三氯新 - 三氯生 - 三氯沙 - 三氯森 | - 克力恩 - 洁美新 - 抑菌纯 - 玉洁新 DP300 - 卫洁灵-100 - 卫洁纯 |

### 其他含有该化合物的產品
生產公司/產品名稱：
- 高露潔牙膏（Colgate Total brand）
- Dentyl牙膏
- 舒酸定牙膏（Sensodyne（页面存档备份，存于））
- 綠的藥皂（Green Herbal Soap）